# Molí de Can Tarascó
El Molí de Can Tarascó es troba al Parc de la Serralada Litoral, el qual és un antic molí de vent per pujar aigua de pou destinada a la masia de Can Tarascó.

## Descripció
L'edificació consta d'una estança de planta quadrada de dos metres de costat i una torre rodona adossada. La torre té un diàmetre interior d'1,30 metres a la part alta, on encara es conserven diferents peces de ferro que formaven part del mecanisme del molí. La part soterrada de la torre (el pou pròpiament dit) és de diàmetre inferior: al voltant d'un metre.
El conjunt encara estava sencer durant els anys seixanta (incloent-hi les aspes), però ja feia temps que no s'utilitzava. Ara, les aspes han desaparegut i la part superior de la torre i altres elements estan escampats per terra.

## Accés
És ubicat a Òrrius: situats a Sant Bartomeu de Cabanyes, seguim 1,35 km per la pista de la Carena en direcció a Cal Camat i la Mútua. Trobarem el molí uns metres abans de la masia de Can Tarascó, a la dreta de la pista, des d'on és perfectament visible. Coordenades: x=445229 y=4600385 z=387.